# Arthur de Marsy
Le comte Arthur de Marsy (1843-1900) est un historien, bibliographe, numismate et archéologue français.

## Biographie
Arthur de Marsy naît le 4 septembre 1843 à Doullens .
En 1865, il obtient le diplôme d'archiviste paléographe à l'École des chartes. Il est également licencié en droit.
Arthur de Marsy meurt le 25 mai 1900 à Compiègne .

## Œuvres
- Projet de bibliographie compiégnoise, 1869 [lire en ligne]
- La prise de Doullens par les Espagnols en 1595, 1867 [lire en ligne]
- Notice sur Antoine Le Conte, jurisconsulte noyonnais, 1861 [lire en ligne]
- Société historique de Compiègne: compte-rendu des travaux de la société du 14 août 1868 au 31 décembre 1869, 1870 [lire en ligne]
- Mélanges historiques sur la Picardie, 1870 [lire en ligne]
- De l'architecture militaire des croisés en Syrie, 1866 [lire en ligne]
- Note sur le terrier du comté de Clermont-en-Beauvaisis, suivie d'un extrait de ce manuscrit, 1867 [lire en ligne]
- Le séjour de Louis XV à Compiègne en 1764: d'après un journal manuscrit, 1869 [lire en ligne]
- Le Congrès historique et archéologique d'Anvers et le Cinquantenaire de l'Académie d'archéologie de Belgique ..., 1892
- Essai de bibliographie tunisienne, ou Indication des principaux ouvrages publiés en France sur la Régence de Tunis, 1869 [lire en ligne]
- (avec Casimir Oudin) (la) Breve Chronicon abbatiae Buciliensis, 1870
- Bibliographie compiégnoise, 1874
- Le mobilier d'un gentilhomme noyonnais à la fin du XVIe siècle, 1876
- Pierre l'Hermite : son histoire et sa légende, 1884